# Święta Ludgarda (obraz Goi)

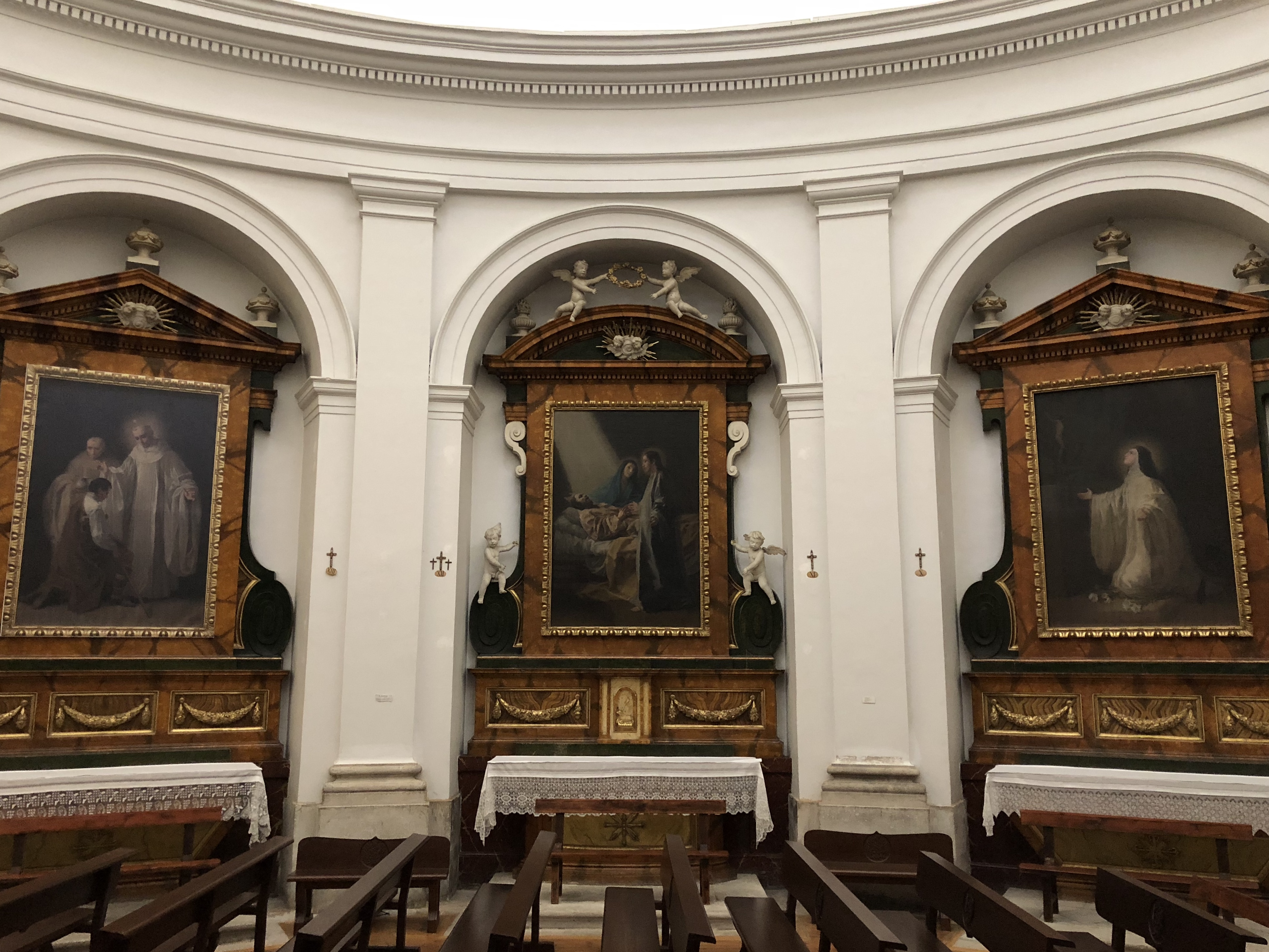
Święty Bernard z Clairvaux, Śmierć świętego Józefa i Święta Ludgarda pędzla Goi w kościele klasztoru świętego Joachima i świętej Anny w Valladolid.

Święta Ludgarda (hiszp. Santa Ludgarda lub Santa Lutgarda) – obraz olejny hiszpańskiego malarza Francisca Goi (1746–1828) znajdujący się w kościele klasztoru świętego Joachima i świętej Anny w Valladolid. Jest jednym z trzech dzieł wykonanych przez Goyę dla kościoła cysterek, obok Śmierci św. Józefa i Świętego Bernarda z Clairvaux.

## Okoliczności powstania
W latach 1781–1787 trwała przebudowa średniowiecznego klasztoru świętego Joachima i świętej Anny w Valladolid według projektu królewskiego architekta Francesca Sabatiniego i pod patronatem króla Karola III. Powstał nowy kościół w stylu neoklasycznym, którego wnętrze potrzebowało adekwatnej dekoracji. Za namową Sabatiniego wspólnota cysterek zwróciła się do króla z prośbą o nowe obrazy. Sabatini zasugerował im także nazwiska dwóch zatrudnionych na dworze malarzy: Francisca Goi i Ramóna Bayeu. Król przyjął petycję zakonnic i zlecił malarzom wykonanie w sumie sześciu wielkoformatowych płócien do bocznych ołtarzy.
Goya był zatrudniony na królewskim dworze jako malarz z roczną pensją od 1786 i w tym okresie zaczął odnosić pierwsze ważniejsze sukcesy i wzbudzać kontrowersje. To zlecenie było kontynuacją rywalizacji Goi i jego szwagrów, malarzy Ramóna i Francisca Bayeu, również pracujących na dworze. Animozje sięgały roku 1766, kiedy w konkursie kwalifikacyjnym do Królewskiej Akademii Sztuk Pięknych św. Ferdynanda w Madrycie Francisco Bayeu oddał swój głos młodszemu bratu Ramónowi, a nie Goi. Ich współpraca nad freskami w bazylice Nuestra Señora del Pilar w 1780 w Saragossie zakończyła się wieloletnim sporem z powodu dzieła Goi Matka Boska Królowa Męczenników. Goya i Francisco Bayeu rywalizowali także w latach 1781–1783 w konkursie na dzieła do bazyliki San Francisco el Grande w Madrycie (Kazanie świętego Bernardyna ze Sieny przed Alfonsem Aragońskim Goi otrzymało lepszą ocenę niż krytykowana praca Bayeu). Ramón Bayeu został w tym konkursie pominięty, dlatego sukces obrazów dla zakonu cysterek także dla niego był możliwością rewanżu
Cysterki zamówiły obrazy o tematyce związanej z zakonem benedyktyńsko-cysterskim i jego fundatorami. Zamówienie zostało równo podzielone, Goi przypadły obrazy po prawej stronie ołtarza: Święta Ludgarda, Śmierć św. Józefa i Święty Bernard z Clairvaux, a Bayeu po lewej: Święta Scholastyka, Niepokalana ze świętym Franciszkiem i świętym Antonim i Święty Benedykt. 6 czerwca 1787 Goya pisał w liście do swojego przyjaciela Martína Zapatera, że obrazy zamówione przez króla dla klasztoru mają być gotowe na dzień św. Anny (obchodzony 26 lipca), a malarz jeszcze ich nie zaczął. Poświęcenie kościoła miało miejsce 1 października 1787, co wskazuje na opóźnienie w realizacji dekoracji. 

## Opis obrazu
Święta Ludgarda (1182–1246) wstąpiła do zakonu cysterek w wieku 12 lat. Od czasu kiedy objawił jej się Chrystus pokazujący ranę w boku broczącą krwią, poświęciła się modlitwie i medytacji, stała się propagatorką kultu Serca Jezusa. Prowadziła życie pełne wyrzeczeń i miała wiele mistycznych doświadczeń podczas swoich długich medytacji. Widziano także jak lewitowała, a kiedy spała wokół jej głowy pojawiła się bijąca światłem aureola. Miała także moc uzdrawiania chorych. 
Goya przestawił świętą Ludgardę, mając na uwadze opisy jej żywota, prawdopodobnie dostarczone przez zakonnice. Ludgarda ubrana w biały habit klęczy z otwartymi ramionami w postawie wdzięczności lub oddania. Podnosi ekstatyczne spojrzenie ku postaci ukrzyżowanego Chrystusa, z którego rany płynie krew. Jej głowę otacza świetlista aureola. Kwiaty lilii i różany wieniec symbolizujące czystość, znajdują się u jej kolan. Kompozycja jest bardzo surowa, jedyne elementy obrazu to krucyfiks i kwiaty. Biały habit jaśniejący na ciemnym i pustym tle symbolizuje duszę świętej. Zaskakująca jest inspiracja mistycznymi scenami hiszpańskiego baroku, Goya skupił się na roli światła i oddaniu właściwości tkanin. Wybrał tradycyjne przedstawienie, mając na uwadze estetykę i pobożność cysterek. Światłocień przypomina styl Francisca Zurbarána.

## Krytyka
Obrazy Goi dla kościoła cysterek były przez długi czas niedoceniane przez krytyków (Zapater y Gómez, Viñaza), a nawet uznawane za zimne i wymuskane (Von Loga, Beruete). Dopiero w późniejszych latach zostały zrewaloryzowane (Tormo, Mayer, Sanchez Cantón), kiedy ponownie przeanalizowano styl Goi. Pozytywna opinia utrzymuje się także wśród współcześniejszych badaczy (Gudiol, Camón Aznar, Arnaiz, Morales). Malarz dostosował dzieła do neoklasycznej architektury kościoła, w którym miały się znajdować, chociaż wcześniej zdarzało mu się odrzucać taką zależność. Odwołał się także do akademickich kanonów malarstwa neoklasycznego, widocznych w formalizmie kompozycji. Jedynie w przypadku Śmierci św. Józefa wprowadził własny element – postaci zdradzają emocje, być może pod wpływem osobistych doświadczeń malarza, który w 1781 stracił ojca.

## Proweniencja
Od czasu powstania w 1787 obrazy znajdują się w kościele klasztoru świętego Joachima i świętej Anny w Valladolid.